# Mistrovství světa v ledním hokeji 2004
68. mistrovství světa v ledním hokeji se konalo v Praze a Ostravě ve dnech od 24. dubna do 9. května 2004. Mistrem světa se stal tým Kanady.
Mistrovství se zúčastnilo šestnáct mužstev, rozdělených do čtyř čtyřčlenných skupin, z nichž první tři týmy postoupily do dvou osmifinálových skupin, týmy z prvního až čtvrtého místa postoupily do play off. Mužstva, které skončila v základní skupině na čtvrtém místě, hrála ve skupině o udržení.

## Stadiony
| Praha                        | Ostrava                    |
| Sazka Aréna Kapacita: 17 360 | ČEZ Aréna Kapacita: 10 595 |
|                              |                            |

## Výsledky a tabulky

### Skupina A
|    |            | CZE | LAT | GER | KAZ | V | R | P | Skóre | B |
| 1. | Česko      | *** | 3:1 | 5:1 | 7:0 | 3 | 0 | 0 | 15:2  | 6 |
| 2. | Lotyšsko   | 1:3 | *** | 1:1 | 3:1 | 1 | 1 | 1 | 5:5   | 3 |
| 3. | Německo    | 1:5 | 1:1 | *** | 4:2 | 1 | 1 | 1 | 6:8   | 3 |
| 4. | Kazachstán | 0:7 | 1:3 | 2:4 | *** | 0 | 0 | 3 | 3:14  | 0 |

 Česko –  Lotyšsko 3:1 (3:0, 0:0, 0:1)
24. dubna 2004 (16:15) – Praha (Sazka Aréna)

Branky Česka: 2:22 Martin Straka, 15:04 Jaroslav Špaček, 15:18 Martin Straka

Branky Lotyšska: 59:01 Panteljejevs

Rozhodčí: Dutil (CAN) – Feola (USA), Makarov (RUS)

Vyloučení: 6:4 (1:1)

Diváků: 16 000
Česko: Tomáš Vokoun – Martin Škoula, Jaroslav Špaček, Jiří Šlégr, František Kaberle, Jan Novák, Roman Hamrlík, Jan Hejda – Jaromír Jágr, Martin Straka, Jan Hlaváč – Martin Ručinský, Václav Prospal, Radek Dvořák – David Výborný, Josef Beránek, Michal Sup – Petr Průcha, Jiří Dopita, Milan Kraft.
Lotyšsko: Masalskis – Rekis, Saviels, Tribuncovs, Redlihs, Sejejs, Sorokins – Macijevskis, Cipruss, Žoltoks – Niživijs, Vasiljevs, Panteljejevs – Kerčs, Fanduls, Romanovskis – Tambijevs, Semjonovs, Sirokovs.
 Německo –  Kazachstán 4:2 (0:0, 2:1, 2:1)
24. dubna 2004 (20:15) – Praha (Sazka Aréna)

Branky Německa: 24:24 Lewandowski, 37:11 Hecht, 53:02 Morcinietz, 56:13 Benda

Branky Kazachstánu: 34:05 J. Koreškov, 46:36 Samochvalov

Rozhodčí: Hansen (NOR) – Lesnjak (SLO), Mášik (SVK)

Vyloučení: 4:6 (0:1)

Diváků: 14 310
Německo: Kölzig – Lüdemann, Retzer, Benda, Leask, Molling, Smazal, Kunce, Renz – T. Martinec, Ustorf, Greilinger – Morczinietz, M. Reichel, Kathan – Hecht, Abstreiter, Kreutzer – Lewandowski, Boos, Blank.
Kazachstán: Jeremejev – Kovalenko, Kuzmin, Alexej Troščinskij, Šemelin, Antipin, Argokov, Savenkov, Mazunin – Upper, Kozlov, Filatov – A. Koreškov, J. Koreškov, Samochvalov – Poliščuk, Alexandrov, Rifel – Andrej Troščinskij, Dudarev, Komisarov.
 Německo –  Lotyšsko 1:1 (0:1, 1:0, 0:0)
26. dubna 2004 (16:15) – Praha (Sazka Aréna)

Branky Německa: 25:34 Hecht

Branky Lotyšska: 9:34 Žoltoks

Rozhodčí: Lärking (SWE) – Kautto (FIN), Mášik (SVK)

Vyloučení: 4:6 (1:1)

Diváků: 14 150
Německo: Kölzig – Molling, Lüdemann, Benda, Leask, Kunze, Renz, Retzer – T. Martinec, Ustorf, Greilinger – Morczinietz, M. Reichel, Kathan – Hecht, Abstreiter, Kreutzer – Lewandowski, Boos, Blank.
Lotyšsko: Irbe – Ignaťjevs, Rekis, Tribuncovs, Redlihs, Sejejs, Sorokins, Saviels – Kerčs, Žoltoks, Ozols – Niživijs, Vasiljevs, Panteljejevs – Romanovskis, Fanduls, Sirokovs – Tambijevs, Cipruss, Semjonovs.
 Česko –  Kazachstán 7:0 (5:0, 0:0, 2:0)
26. dubna 2004 (20:15) – Praha (Sazka Aréna)

Branky Česka: 2:42 Jaromír Jágr, 5:33 Petr Průcha, 7:24 Martin Ručinský, 15:23 Petr Průcha, 17:01 David Výborný, 46:33 Martin Ručinský, 56:58 Martin Ručinský

Branky Kazachstánu: nikdo

Rozhodčí: Poljakov (RUS) – Takula (SWE), Coenen (NED)

Vyloučení: 8:6 (2:0) + Upper (KAZ) na 10 min.

Diváků: 16 000
Česko: Tomáš Vokoun – Martin Škoula, Jaroslav Špaček, Jiří Šlégr, František Kaberle, Jan Novák, Roman Hamrlík, Jan Hejda – Jaromír Jágr, Martin Straka, David Výborný – Radek Dvořák, Václav Prospal, Martin Ručinský – Jan Hlaváč, Josef Beránek, Michal Sup – Petr Průcha, Jiří Dopita, Milan Kraft.
Kazachstán: Jeremejev (8. Kolesnik) – Antipin, Kovalenko, Šemelin, Alexej Troščinskij, Kuzmin, Argokov, Mazunin, Savenkov – Kozlov, Upper, Filatov – A. Koreškov, J. Koreškov, Samochvalov – Rifel, Poluščik, Alexandrov – Komisarov, Dudarev, Andrej Troščinskij.
 Kazachstán –  Lotyšsko 1:3 (0:0, 1:0, 0:3)
27. dubna 2004 (20:15) – Praha (Sazka Aréna)

Branky Kazachstánu: 32:31 Filatov

Branky Lotyšska: 43:27 Niživijs, 55:43 Žoltoks, 59:39 Fanduls

Rozhodčí: Dutil (CAN) – Feola (USA), Mášik (SVK)

Vyloučení: 6:3 (0:2)

Diváků: 8 388.
Kazachstán: Jeremejev – Kovalenko, Antipin, Kuzmin, Argokov, Šemelin, Alexej Troščinskij,Mazunin – Kozlov, Upper, Filatov – A. Koreškov, J. Koreškov, Samochvalov – Poliščuk, Alexandrov, Rifel – Andrej Troščinskij, Dudarev, Komisarov.
Lotyšsko: Irbe – Ignaťjevs, Rekis, Tribuncovs, Redlihs, Sejejs, Sorokins – Kerčs, Žoltoks, Ozols – Niživijs, Vasiljevs, Panteljejevs – Romanovskis, Fanduls, Sirokovs – Tambijevs,Cipruss,Semjonovs.
 Česko –  Německo 5:1 (1:0, 0:1, 4:0)
28. dubna 2004 (20:15) – Praha (Sazka Aréna)

Branky Česka: 18:30 Václav Prospal, 42:33 Jaromír Jágr, 43:08 Jan Hlaváč, 53:15 Martin Ručinský, 53:55 Jan Hejda

Branky Německa: 37:08 Kathan

Rozhodčí: Dutil (CAN) – Kautto (FIN), Takula (SWE)

Vyloučení: 8:10 (3:0)

Diváků: 17 360
Česko: Tomáš Vokoun – Jaroslav Špaček, František Kaberle, Jan Novák, Roman Hamrlík, Jiří Šlégr, Martin Škoula, Jan Hejda – Jaromír Jágr, Martin Straka, David Výborný – Radek Dvořák, Václav Prospal, Martin Ručinský – Petr Průcha, Jiří Dopita, Milan Kraft – Jan Hlaváč, Josef Beránek.
Německo: Müller – Molling, Lüdemann, Benda, Leask, Kunze, Renz, Retzer – Morcinietz, Ustorf, Kathan – Greilinger, M. Reichel, T. Martinec – Hecht, Abstreiter, Kreutzer – Lewandowski, Boos, Blank.

### Skupina B
|    |           | SVK | FIN | USA | UKR | V | R | P | Skóre | B |
| 1. | Slovensko | *** | 5:2 | 3:3 | 2:0 | 2 | 1 | 0 | 10:5  | 5 |
| 2. | Finsko    | 2:5 | *** | 4:2 | 5:1 | 2 | 0 | 1 | 11:8  | 4 |
| 3. | USA       | 3:3 | 2:4 | *** | 7:1 | 1 | 1 | 1 | 12:8  | 3 |
| 4. | Ukrajina  | 0:2 | 1:5 | 1:7 | *** | 0 | 0 | 3 | 2:14  | 0 |

 Slovensko –  Ukrajina 2:0 (2:0, 0:0, 0:0)
24. dubna 2004 (12:15) – Ostrava (ČEZ Aréna)

Branky Slovenska: 6 Marián Gáborík, 19:18 Marián Hossa

Branky Ukrajiny: nikdo

Rozhodčí: Hanson (GBR) – Meszynski (POL), Semjonov (EST)

Vyloučení: 5:3 (1:0, 1:0)

Diváků: 7 797
Slovensko: Ján Lašák – Ladislav Čierny, Martin Štrbák, Zdeno Chára , Richard Lintner, Ivan Majeský , Branislav Mezei, Dominik Graňák – Miroslav Šatan, Jozef Stümpel, Marián Gáborík – Marián Hossa, Pavol Demitra, Vladimír Országh – Juraj Kolník, Rastislav Pavlikovský, Ľuboš Bartečko – Richard Kapuš, Roman Kukumberg, Ronald Petrovický.
Ukrajina: Simčuk – Širjajev, Savickij, Gunko, Zavalnjuk, Razin, Tolkunov, Ostruško – Varlamov, Šachrajčuk, Semenčenko – Cyrul, Litviněnko, Salnikov – Matvičuk, Sierov, Bobrovnikov – Timčenko, Gniděnko, Karčenko.
 Finsko –  USA 4:2 (0:2, 2:0, 2:0)
24. dubna 2004 (20:15) – Ostrava (ČEZ Aréna)

Branky Finska: 34:18 Jukka Hentunen, 36:06 Olli Jokinen, 52:55 Lasse Pirjeta, 58:59 Lasse Pirjeta

Branky USA: 11:25 Jeff Halpern, 15:52 Chris Drury

Rozhodčí: Šindler – Blümel (CZE), Popovic (SUI)

Vyloučení: 4:2 (1:0) + Niko Kapanen na 10 min.

Diváků: 7 300
Finsko: Noronen – Niemi, Nummelin, Niinimaa, Karalahti, Salo, Mäntylä, Söderholm – Kallio, Peltonen, Jokinen – Kapanen, Pärssinen, Hentunen – Pirnes, Rintanen, Hagman – Virta, Laaksonen, Pirjetä.
USA: Dunham – Jillson, Gill, Miller, Mara, Roach, Hauer, Sloan – Grier, Westrum, Battaglia – Park, Malone, Drury – Hall, Halpern, Ballard – Hilbert, Cullen, Brown.
 Finsko –  Ukrajina 5:1 (2:1, 1:0, 2:0)
26. dubna 2004 (16:15) – Ostrava (ČEZ Aréna)

Branky Finska: 3:14 Olli Jokinen, 7:19 Olli Jokinen, 32:01 Ville Peltonen, 53:12 Lasse Pirjeta, 58:26 Niko Kapanen

Branky Ukrajiny: 9:14 Šachrajčuk

Rozhodčí: Schultz (GER) – Semjonov (EST), Popovic (SUI)

Vyloučení: 4:11 (2:1) + Varlamov (UKR) na 10 min.

Diváků: 8 306
Finsko: Markkanen – Niemi, Nummelin, Niinimaa, Karalahti, Salo, Mäntylä – Kallio, Jokinen, Peltonen – Hentunen, Pärssinen, Kapanen – Hagman, Rintanen, Pirnes – Pirjetä, Virta, Laaksonen.
Ukrajina: Simčuk – Širjajev, Savickij, Gunko, Zavalnjuk, Razin, Tolkunov, Ostruško – Varlamov, Šachrajčuk, Semenčenko – Cyrul, Litviněnko, Salnikov – Karčenko, Gniděnko, Timčenko – Matvičuk, Sierov, Bobrovnikov.
 USA –  Slovensko 3:3 (0:1, 3:2, 0:0)
26. dubna 2004 (20:15) – Ostrava (ČEZ Aréna)

Branky USA: 23:50 Richard Park, 26:30 Erik Westrum, 27:56 Ryan Malone

Branky Slovenska: 11:25 Pavol Demitra, 26:05 Ľuboš Bartečko, 33:08 Richard Lintner

Rozhodčí: Kurmann (SUI) – Kronborg (NOR), Gemeinhardt (GER)

Vyloučení: 6:8 (2:1) + Chris Drury na 5 min a do konce utkání.

Diváků: 8 310
USA: Conklin – Hauer, Gill, Miller, Mara, Roach, Jillson, Sloan – Grier, Westrum, Battaglia – Park, Malone, Drury – Hall, Halpern, Ballard – Hilbert, Cullen, Brown.
Slovensko: Ján Lašák – Ladislav Čierny, Martin Štrbák, Zdeno Chára , Richard Lintner, Branislav Mezei, Ivan Majeský – Miroslav Šatan, Jozef Stümpel, Marián Gáborík – Marián Hossa, Pavol Demitra, Vladimír Országh – Ľuboš Bartečko, Rastislav Pavlikovský, Juraj Kolník – Richard Kapuš, Roman Kukumberg, Ronald Petrovický.
 USA –  Ukrajina 7:1 (3:0, 2:0, 2:1)
28. dubna 2004 (12:15) – Ostrava (ČEZ Aréna)

Branky USA: 8:43 Blake Sloan, 14:41 Ryan Malone, 17:15 Richard Park, 28:48 Paul Mara, 34:28 Blake Sloan, 45:52 Keith Ballard, 48:34 Mike Grier

Branky Ukrajiny: 59:22 Salnikov

Rozhodčí: Henriksson (FIN) – Semjonov (EST), Folka (GBR)

Vyloučení: 3:6 (3:1)

Diváků: 2 587
USA: Dunham – Gill, Hauer, Mara, Miller, Jillson, Roach – Hall, Halpern, Malone, Ballard – Grier, Westrum, Battaglia – Brown, Sloan, Cullen – Park, Drury, Hilbert.
Ukrajina: Simčuk (37. Karpenko) – Širjajev, Savickij, Gunko, Zavalnjuk, Tolkunov, Ostruško – Šachrajčuk, Litviněnko, Salnikov – Varlamov, Cyrul, Semenčenko – Matvičuk, Timčenko, Bobrovnikov – Karčenko, Sierov, Gniděnko.
 Slovensko –  Finsko 5:2 (2:1, 1:1, 2:0)
28. dubna 2004 (20:15) – Ostrava (ČEZ Aréna)

Branky Slovenska: 6:50 Marián Gáborík, 11:18 Ľuboš Bartečko, 26:19 Miroslav Šatan, 56:48 Marián Gáborík, 59:04 Miroslav Šatan

Branky Finska: 9:33 Jukka Hentunen, 23:08 Ville Peltonen

Rozhodčí: Schultz (GER) – Blümel (CZE), Laschowski (CAN)

Vyloučení: 3:2 (0:0)

Diváků: 7 751
Slovensko: Ján Lašák – Martin Štrbák, Ladislav Čierny, Richard Lintner, Zdeno Chára , Ivan Majeský , Dominik Graňák, Branislav Mezei, Andrej Meszároš – Miroslav Šatan, Jozef Stümpel, Marián Gáborík – Marián Hossa, Pavol Demitra, Ľuboš Bartečko – Vladimír Országh, Rastislav Pavlikovský, Ronald Petrovický – Richard Kapuš, Roman Kukumberg, Juraj Kolník.
Finsko: Noronen – Niemi, Nummelin, Niinimaa, Karalahti, S. Salo, Mäntylä – Kallio, Jokinen, Peltonen – Hentunen, Pärssinen, Kapanen – Hagman, Rintanen, Pirnes – Pirjetä, Virta, Laaksonen – Ruutu.

### Skupina C
|    |          | SWE | RUS | DEN | JPN | V | R | P | Skóre | B |
| 1. | Švédsko  | *** | 3:2 | 5:1 | 5:1 | 3 | 0 | 0 | 13:4  | 6 |
| 2. | Rusko    | 2:3 | *** | 6:2 | 6:1 | 2 | 0 | 1 | 14:6  | 4 |
| 3. | Dánsko   | 1:5 | 2:6 | *** | 4:3 | 1 | 0 | 2 | 7:14  | 2 |
| 4. | Japonsko | 1:5 | 1:6 | 3:4 | *** | 0 | 0 | 3 | 5:15  | 0 |

 Švédsko –  Dánsko 5:1 (2:1, 1:0, 2:0)
24. dubna 2004 (16:15) – Ostrava (ČEZ Aréna)

Branky Švédska: 3:31 Magnus Kahnberg, 6:54 Christian Bäckman, 39:11 Andreas Salomonsson, 46:04 Daniel Tjärnqvist, 58:24 Niklas Andersson

Branky Dánska: 12:27 D. Jensen

Rozhodčí: Schueltz – Gemeinhardt (GER), Folka (GBR)

Vyloučení: 7:10 (1:1, 1:0)

Diváků: 6 204
Švédsko: H. Lundqvist – Hävelid, Dick Tärnström, Daniel Tjärnqvist, Bäckman, Hallberg, R. Sundin – Hedström, Pahlsson, Salomonsson – Hoglund, Jörgen Jönsson, Andreas Johansson – Niklas Andersson , Davidsson, Kahnberg – Sjöström, Mathias Tjärnqvist.
Dánsko: Hirsch – Damgaard, D. Nielsen, Jensen, Duus, Andreasen, Schioldan – Monberg, Staal, F. Nielsen – Green, Andersen, J. Nielsen – Smidt, Larsen, True – Grey, Christensen, Sundberg.
 Rusko –  Dánsko 6:2 (2:0, 2:2, 2:0)
25. dubna 2004 (16:15) – Ostrava (ČEZ Aréna)

Branky Ruska: 11:58 Alexej Jašin, 18:25 Andrej Baškirov, 29:07 Alexander Skugarev, 36:32 Maxim Sušinskij, 42:51 Alexandr Ovečkin, 57:07 Alexander Prokopjev

Branky Dánska: 25:35 Staal, 37:45 Green

Rozhodčí: Henriksson (FIN) – Laschowski (CAN), Kronborg (NOR)

Vyloučení: 6:3 (2:1)

Diváků: 5 500
Rusko: Sokolov – Tverdovskij, Juškevič, Bykov, Proškin, Skopincev, Kalinin, Guskov, Turkovskij – Sušinskij, Prokopjev, Ovečkin – Zelepukin, Kovalčuk, Jašin – Antipov, Bucajev, Baškirov – Skugarev, Morozov.
Dánsko: J. Jensen (44. Hirsch) – Damgaard, D. Nielsen, D. Jensen, Duus, Andreasen, Schioldan, Johnsen – Monberg, Staal, F. Nielsen – Green, J. Nielsen, Andersen – Smidt, Larsen, True – Christensen, Sundberg, Grey.
 Švédsko –  Japonsko 5:1 (2:1, 2:0, 1:0)
25. dubna 2004 (20:15) – Ostrava (ČEZ Aréna)

Branky Švédska: 4:25 Dick Tärnström, 9:13 Dick Tärnström, 28:17 Daniel Alfredsson, 39:04 Jonathan Hedström, 59:40 Daniel Alfredsson

Branky Japonska: 3:23 Suzuki

Rozhodčí: Kurmann (SUI) – Folka (GBR), Meszynski (POL)

Vyloučení: 5:7 (1:0, 1:0)

Diváků: 4 498
Švédsko: Liv – Hävelid, Dick Tärnström, Daniel Tjärnqvist, Bäckman, Hallberg, R. Sundin – Hedström, Pahlsson, Salomonsson – Alfredsson, Jörgen Jönsson, Andreas Johansson – Kahnberg, Davidsson, N. Anderssen – Mathias Tjärnqvist, Sjöström, Hoglund. Tr: Hardy Nilsson.
Japonsko: Fukufuji – K. Ito, Mijauchi, Mjura, Kobori, Oshiro, Takahashi, Kawashima, Suguwara – Suzuki, Fujita, M. Ito – Kobajashi, Iwata, Sakurai – Miwa, Kon, Bright – Saitó, Sato, Yule.
 Dánsko –  Japonsko 4:3 (2:2, 1:1, 1:0)
27. dubna 2004 (16:15) – Ostrava (ČEZ Aréna)

Branky Dánska: 2:36 Damgaard, 19:37 Larsen, 27:40 Staal, 43:09 Green

Branky Japonska: 8:50 Miwa, 17:25 Kobori, 20:38 Kobori

Rozhodčí: Hanson (GBR) – Laschowski (CAN), Blümel (CZE)

Vyloučení: 11:10 (3:2) + Damsgaard (DEN) na 10 min.

Diváků: 4 569
Dánsko: Hirsch – Damgaard, D. Nielsen, D. Jensen, Duus, Andreasen, Schioldan, Johnsen – Monberg, Staal, F. Nielsen – J. Nielsen, Green, Andersen – Smidt, Larsen, True – Grey, Christensen, Sundberg – Degn.
Japonsko: Fukufuji – K. Ito, Mijauchi, Mjura, Kobori, Oshiro, Takahashi, Kawashima, Suguwara – Suzuki, Fujita, M. Ito – Kobajashi, Iwata, Sakurai – Miwa, Kon, Bright – Saitó, Sato, Yule.
 Švédsko –  Rusko 3:2 (1:0, 0:2, 2:0)
27. dubna 2004 (20:15) – Ostrava (ČEZ Aréna)

Branky Švédska: 17:32 Dick Tärnström, 53:16 Michael Nylander, 58:27 Jörgen Jönsson

Branky Ruska: 21:35 Ilja Kovalčuk, 28:08 Ilja Kovalčuk

Rozhodčí: Šindler (CZE) – Kronborg (NOR), Gemeinhardt (GER)

Vyloučení: 8:7 (0:1)

Diváků: 7 428
Švédsko: Lundqvist – Hävelid, Dick Tärnström, Bäckman, Daniel Tjärnqvist, Hallberg, Ronnie Sundin – Hedström, Palsson, Salomonsson – A. Johannson, Jörgen Jönsson, Alfredsson – Niklas Andersson , Axelsson, Nylander – Sjöström, Davidsson, Mathias Tjärnqvist.
Rusko: Sokolov – Tverdovskij, Juškevič, Bykov, Proškin, Skopincev, Kalinin, Guskov, Turkovskij – Sušinskij, Prokopjev, Ovečkin – Jašin, Kovalčuk, Zelepukin – Afinogenov, Baškirov, Bucajev – Morozov, Skugarev, Antipov.
 Rusko –  Japonsko 6:1 (4:1, 1:0, 1:0)
28. dubna 2004 (16:15) – Ostrava (ČEZ Aréna)

Branky Ruska: 2:03 Maxim Afinogenov, 2:41 Alexej Morozov, 3:47 Andrej Skopincev, 10:10 Ilja Kovalčuk, 27:52 Maxim Sušinskij, 46:53 Alexander Guskov

Branky Japonska: 10:49 Yule.

Rozhodčí: Kurmann (SUI) – Meszynski (POL), Popovic (SUI)

Vyloučení: 1:3 (0:0)

Diváků: 4 040
Rusko: Podomackij – Juškevič, Tverdovskij, Bykov, Proškin, Skopincev, Kalinin, Guskov, Turkovskij – Sušinskij, Prokopjev, Ovečkin – Jašin, Kovalčuk, Zelepukin – Afinogenov, Baškirov, Bucajev – Morozov, Skugarev, Antipov.
Japonsko: Nihei – Takahashi, Oshiro, K. Ito, Mijauchi, Kawashima, Sugawara, Miura, Kobori – Kon, Miwa, Bright – M. Ito, Fujita, Suzuki – Yule, Sato, Saito – Sakurai, Iwata, Kobajashi.

### Skupina D
|    |           | CAN | AUT | SUI | FRA | V | R | P | Skóre | B |
| 1. | Kanada    | *** | 2:2 | 3:1 | 3:0 | 2 | 1 | 0 | 8:3   | 5 |
| 2. | Rakousko  | 2:2 | *** | 4:4 | 6:0 | 1 | 2 | 0 | 12:6  | 4 |
| 3. | Švýcarsko | 1:3 | 4:4 | *** | 6:0 | 1 | 1 | 1 | 11:7  | 3 |
| 4. | Francie   | 0:3 | 0:6 | 0:6 | *** | 0 | 0 | 3 | 0:15  | 0 |

 Francie –  Rakousko 0:6 (0:2, 0:1, 0:3)
24. dubna 2004 (12:15) – Praha (Sazka Aréna)

Branky Francie: nikdo

Branky Rakouska: 0:09 Kalt, 9:34 Trattnig, 25:27 Trattnig, 41:13 Unterluggauer, 44:23 R. Lukas, 56:23 Raimund Divis

Rozhodčí: Lärking (SWE) – Kautto (FIN), Pouzar (CZE)

Vyloučení: 4:5 (2:0)

Diváků: 2 825
Francie: Huet – Pouget, Amar, Carriou, Pousset, Favarin, Bachet, DeWolf, Prunet – M. Rozenthal, F. Rozenthal, Bordeleau – Briand, Coqueux, Dostál – Mortas, Zwikel, Bachelet – Daramy, Chauvel, Gras.
Rakousko: Reinhard Divis – A. Lakos, Ulrich, R. Lukas, T. Pöck, P. Lakos, Unterluggauer – Kalt, Trattnig, Vanek – P. Lukas, Peintner, Szücz – Koch, Setzinger, Welser – Raimund Divis, Kaspitz, Harand.
 Švýcarsko –  Francie 6:0 (0:0, 4:0, 2:0)
25. dubna 2004 (16:15) – Praha (Sazka Aréna)

Branky Švýcarska: 24:52 Rüthemann, 27:48 B. Forster, 30:43 Ziegler, 34:07 Keller, 44:08 Rüthemann, 46:11 Ambühl

Branky Francie: nikdo

Rozhodčí: Poljakov – Makarov (RUS), Coenen (NED)

Vyloučení: 8:12 (5:0)

Diváků: 8 712
Švýcarsko: Gerber – Keller, Streit, Hirschi, Steinegger, B. Forster, Seger, Bezina, Vauclair – Ambühl, Jenni, Wirz – Della Roassa, Plüss, Wichser – Rüthemann, Ziegler, Paterlini – Cereda, Fischer, Jeannin.
Francie: Huet (47. Lhenry) – Pouget, Bachet, Carriou, Pousset, Favarin, Amar, DeWolf, Prunet – M. Rozenthal, Coqueux, Bordeleau – Briand, Dostal, B. Bachelet – Mortas, F. Rozenthal, Zwikel – Daramy, Chauvel, Gras.
 Rakousko –  Kanada 2:2 (1:0, 1:0, 0:2)
25. dubna 2004 (20:15) – Praha (Sazka Aréna)

Branky Rakouska: 15:39 A. Lakos, 23:37 Vanek

Branky Kanady: 50:36 Matt Cooke, 55:17 Dany Heatley

Rozhodčí: Looker – Feola (USA), Takula (SWE)

Vyloučení: 7:8 (0:0, 0:1)

Diváků: 10 486
Rakousko: Reinhard Divis – A. Lakos, Ulrich, R. Lukas, T. Pöck, P. Lakos, Unterluggauer – Kalt, Trattnig, Vanek – P. Lukas, Peintner, Szücz – Koch, Setzinger, Welser – Raimund Divis, Kaspitz, Harand. Tr: Herbert Pöck.
Kanada: Luongo – Staios, Brewer, Scott Niedermayer, Bouwmeester, Morris, Mitchell, Schultz – Horcoff, Rob Niedermayer, Smyth – Morrow, Morrison, Murray – Heatley, Briere, Friesen – Williams, Cooke, Bergeron – Dumont.
 Kanada –  Francie 3:0 (2:0, 1:0, 0:0)
27. dubna 2004 (12:15) – Praha (Sazka Aréna)

Branky Kanady: 8:52 Glen Murray, 16:25 Shawn Horcoff, 28:58 Shawn Horcoff

Branky Francie: nikdo

Rozhodčí: Looker (USA) – Makarov (RUS), Pouzar (CZE)

Vyloučení: 5:9 (1:0)

Diváků: 6 629
Kanada: Giguere – Staios, Brewer, Scott Niedermayer, Bouwmeester, Morris, Mitchell, Schultz – R. Niedermayer, Horcoff, Smyth – Murray, Morrison, Morrow – Heatley, Briere, Friesen – Cooke, Williams, Bergeron – Dumont.
Francie: Lhenry – Pouget, Bachet, Carriou, Pousset, Favarin, Amar, DeWolf, Prunet – Coqueux, Bordeleau, M. Rozenthal – B. Bachelet, Dostal, Briand – Zwikel, F. Rozenthal, Mortas – Chauvel, Gras, Daramy.
 Švýcarsko –  Rakousko 4:4 (0:0, 1:4, 3:0)
27. dubna 2004 (16:15) – Praha (Sazka Aréna)

Branky Švýcarska: 20:44 Streit, 41:15 Plüss, 53:19 Jenni, 59:38 Rüthemann

Branky Rakouska: 23:54 Welser, 31:30 Vanek, 34:02 P. Lukas, 39:35 Unterluggauer

Rozhodčí: Hansen (NOR) – Coenen (NED), Lesnjak (SLO)

Vyloučení: 7:5 (0:3)

Diváků: 8 909
Švýcarsko: Gerber – Streit, Keller, Hirschi, Steinegger, B. Forster, Seger, Vauclair – Paterlini, Ziegler, Rüthemann – Della Roassa, Plüss, Wichser – Bezina, Fischer, Cereda – Wirz, Ambühl, Jenni.
Rakousko: Reinhard Divis – A. Lakos, Ulrich, R. Lukas, T. Pöck, P. Lakos, Unterluggauer – Kalt, Trattnig, Vanek – P. Lukas, Peintner, Szücz – Koch, Setzinger, Welser – Harand, Kaspitz, Raimund Divis.
 Kanada –  Švýcarsko 3:1 (0:0, 2:0, 1:1)
28. dubna 2004 (16:15) – Praha (Sazka Aréna)

Branky Kanady: 20:44 Dany Heatley, 31:07 Brendan Morrison, 43:19 Dany Heatley

Branky Švýcarska: 53:17 Jenni

Rozhodčí: Lärking (SWE) – Lesnjak (SLO), Pouzar (CZE)

Vyloučení: 4:9 (1:0) + Vauclair (SUI) na 10 min.

Diváků: 14 892
Kanada: Luongo – Staios, Brewer, Scott Niedermayer, Bouwmeester, Morris, Schultz – Rob Niedermayer, Horcoff, Smyth – G. Murray, Morrison, Morrow – Briere, Heatley, Friesen – Williams, Bergeron, Cooke.
Švýcarsko: Gerber – Seger, B. Forster, Streit, Keller, Vauclair, Bezina, Steinegger, Hirschi – Paterlini, Ziegler, Rüthemann – Wichser, Plüss, Della Rossa – Wirz, Jenni, Ambühl – Jeannin, Fischer, Cereda.

### Osmifinále A
|    |           | CZE  | CAN  | LAT  | SUI  | GER  | AUT  | V | R | P | Skóre | B  |
| 1. | Česko     | ***  | 6:2  | 3:1* | 3:1  | 5:1* | 2:0  | 5 | 0 | 0 | 19:5  | 10 |
| 2. | Kanada    | 2:6  | ***  | 2:0  | 3:1* | 6:1  | 2:2* | 3 | 1 | 1 | 15:10 | 7  |
| 3. | Lotyšsko  | 1:3* | 0:2  | ***  | 1:1  | 1:1* | 5:2  | 1 | 2 | 2 | 8:9   | 4  |
| 4. | Švýcarsko | 1:3  | 1:3* | 1:1  | ***  | 1:0  | 4:4* | 1 | 2 | 2 | 8:11  | 4  |
| 5. | Německo   | 1:5* | 1:6  | 1:1* | 0:1  | ***  | 3:1  | 1 | 1 | 3 | 6:14  | 3  |
| 6. | Rakousko  | 0:2  | 2:2* | 2:5  | 4:4* | 1:3  | ***  | 0 | 2 | 3 | 9:16  | 2  |

- s hvězdičkou = zápasy ze základní skupiny.

 Kanada –  Lotyšsko 2:0 (1:0, 1:0, 0:0)
30. dubna 2004 (16:15) – Praha (Sazka Aréna)

Branky Kanady: 12:38 Patrice Bergeron, 21:38 Scott Niedermayer

Branky Lotyšska: nikdo

Rozhodčí: Henriksson – Kautto (FIN), Feola (USA)

Vyloučení: 5:4 (1:0)

Diváků: 13 533
Kanada: Luongo – Staios, Brewer, Scott Niedermayer, Bouwmeester, Morris, Schultz – Rob Niedermayer, Horcoff, Smyth – G. Murray, Morrison, Morrow – Briere, Heatley, Friesen – Dumont, Bergeron, Cooke – J. Williams.
Lotyšsko: Naumovs – Ignaťjevs, Rekis, Tribuncovs, Redlihs, Sejejs, Sorokins, Saviels – Kerčs, Žoltoks, Ozols – Niživijs, Vasiljevs, Panteljejevs – Macijevskis, Fanduls, Sirokovs – Tambijevs, Romanovskis, Semjonovs.
 Česko –  Rakousko 2:0 (0:0, 1:0, 1:0)
30. dubna 2004 (20:15) – Praha (Sazka Aréna)

Branky Česka: 24:21 Petr Průcha, 40:36 Jaromír Jágr

Branky Rakouska: nikdo

Rozhodčí: Looker (USA) – Lesnjak (SLO), Mašík (SVK)

Vyloučení: 4:7 (2:0)

Diváků: 16 505
Česko: Tomáš Vokoun – Jan Novák, Jaroslav Špaček, Jiří Šlégr, Roman Hamrlík, František Kaberle, Jan Hejda, Martin Škoula – Jaromír Jágr, Martin Straka, David Výborný – Radek Dvořák, Václav Prospal, Martin Ručinský – Petr Průcha, Jiří Dopita, Michal Sup – Milan Kraft, Josef Beránek, Jan Hlaváč.
Rakousko: Reinhard Divis – A. Lakos, Ulrich, R. Lukas, Pöck, P. Lakos, Unterluggauer – Trattnig, Raimund Divis, Vanek – Peintner, P. Lukas, Szücz – Setzinger, Koch, Welser –Horsky, Kaspitz, Harand.
 Lotyšsko –  Švýcarsko 1:1 (0:0, 0:0, 1:1)
1. května 2004 (16:15) – Praha (Sazka Aréna)

Branky Lotyšska: 48:54 Panteljejevs

Branky Švýcarska: 51:42 Reichert

Rozhodčí: Poljakov – Makarov (RUS), Coenen (NED)

Vyloučení: 13:7 (0:0

Diváků: 11.870
Lotyšsko: Irbe – Ignaťjevs, Rekis, Tribuncovs, Redlihs, Sejejs, Sorokins, Saviels – Kerčs, Žoltoks, Ozols – Niživijs, Vasiljevs, Panteljejevs – Romanovskis, Fanduls, Sirokovs – Tambijevs, Cipruss, Semjonovs.
Švýcarsko: Gerber – Forster, Seger, Bezina, Steinegger, Keller, Streit, Kobach – Rüthemann, Ziegler, Paterlini – Ambühl, Jenni, Reichert – Della Rossa, Plüss, Wichser – Cereda, Fischer, Jeannin.
 Rakousko –  Německo 1:3 (0:1, 0:1, 1:1)
1. května 2004 (20:15) – Praha (Sazka Aréna)

Branky Rakouska: 51:42 Koch

Branky Německa: 16:55 Benda, 32:22 Kreutzer, 59:32 Ustorf

Rozhodčí: Lärking – Takula (SWE) Mášik (SVK)

Vyloučení: 5:5 (0:0)

Diváků: 12 120
Rakousko: Reinhard Divis – A. Lakos, Ulrich, R. Lukas, T. Pöck, P. Lakos, Unterluggauer – Kalt, Trattnig, Vanek – P. Lukas, Peintner, Szücz – Koch, Setzinger, Welser – Raimund Divis, Kaspitz, Horsky.
Německo: Kölzig – Molling, Lüdemann, Benda, Leask, Renz, Kunce, Retzer – Kathan, Ustorf, Morcinietz – T. Martinec, M. Reichel, Greilinger – Kreutzer, Hecht, Abstreiter – Blank, Boos, Lewandowski – Ullmann.
 Česko –  Švýcarsko 3:1 (0:0, 2:1, 1:0)
2. května 2004 (16:15) – Praha (Sazka Aréna)

Branky Česka: 24:00 Jaroslav Špaček, 31:36 Jaromír Jágr, 59:59 Václav Prospal

Branky Švýcarska: 33:59 Fischer

Rozhodčí: Henriksson (FIN) – Feola (USA), Lesnjak (SLO)

Vyloučení: 6:9 (2:1) + Radek Dvořák (CZE), Ziegler (SUI) na 10 min.

Diváků: 17 100
Česko: Roman Čechmánek – Jan Novák, Jaroslav Špaček, Jiří Šlégr, Roman Hamrlík, Martin Škoula, František Kaberle, Jan Hejda – Jaromír Jágr, Martin Straka, David Výborný – Radek Dvořák, Václav Prospal, Martin Ručinský – Petr Průcha, Jiří Dopita, Martin Havlát (44. Michal Sup) – Milan Kraft, Josef Beránek, Jan Hlaváč.
Švýcarsko: Bührer – Hirschi, Steinegger, Forster, Seger, Keller, Streit, Bezina, Kobach – Dellas Rossa, Plüss, Fischer – Ziegler, Paterlini, Rüthemann – Jenni, Reichert, Ambühl –Jeannin, Wirz, Cereda.
 Kanada –  Německo 6:1 (3:0, 2:1, 1:0)
2. května 2004 (20:15) – Praha (Sazka Aréna)

Branky Kanady: 4:22 Daniel Brière, 8:43 Dany Heatley, 11:58 Dany Heatley, 26:11 Scott Niedermayer, 36:11 Rob Niedermayer, 56:54. Scott Niedermayer

Branky Německa: 29:53 Hecht

Rozhodčí: Poljakov – Makarov (RUS), Pouzar (CZE)

Vyloučení: 5:7 (3:0) + Derek Morris (CAN) ns 5 min a do konce utkání.

Diváků: 14 015
Kanada: Giguere – Staios, Brewer, Schultz, Morris, Scott Niedermayer, Bouwmeester, Mitchell – Morrow, Heatley, Briere – Rob Niedermayer, Horcoff, Smyth – G. Murray, Morrison, Cooke – J. Williams, Bergeron, Friesen – Dumont.
Německo: Kölzig – Lüdemann, Molling, Retzer, Goldmann, Benda, Leask, Kunce, Renz – Kathan, Ustorf, Ullmann – Morczinietz, M. Reichel, T. Martinec – Hecht, Abstreiter, Kreutzer – Lewandowski, Boos, Blank.
 Lotyšsko –  Rakousko 5:2 (0:1, 3:1, 2:0)
3. května 2004 (16:15) – Praha (Sazka Aréna)

Branky Lotyšska: 22:05 Žoltoks, 26:28 Kerčs, 33:11 Tribuncovs, 49:12 Rekis, 58:27 Macijevskis

Branky Rakouska: 2:35 Harand, 34:32 Setzinger

Rozhodčí: Schütz (GER) – Coenen (NED), Semjonov (EST)

Vyloučení: 4:2 (2:0) + Peintner (AUT) na 5 min a do konce zápasu.

Diváků: 8 456
Lotyšsko: Irbe – Ignaťjevs, Rekis, Tribuncovs, Redlihs, Sejejs, Sorokins, Saviels – Macijevskis, Cipruss, Žoltoks – Niživijs, Vasiljevs, Panteljejevs – Kerčs, Fanduls, Sirokovs – Tambijevs, Romanovskis, Semjonovs – Ozols.
Rakousko: Reinhard Divis – A. Lakos, Ulrich, R. Lukas, T. Pöck, P. Lakos, Unterluggauer, Klimbacher, J. Reichel – Trattnig, Szücs, Kalt – Peintner, Kaspitz, Raimund Divis – Welser, Setzinger, Koch – Vanek, Horsky, Harand.
 Česko –  Kanada 6:2 (2:0, 1:1, 3:1)
3. května 2004 (20:15) – Praha (Sazka Aréna)

Branky Česka: 4:30 Jiří Dopita, 6:57 Josef Beránek, 26:35 Martin Ručinský, 40:19 Václav Prospal, 54:34 Josef Beránek, 55:07 Milan Kraft

Branky Kanady: 20:47 Glen Murray, 45:52 Ryan Smyth

Rozhodčí: Larking (SWE) – Feola (USA), Mašík (SVK)

Vyloučení: 9:10 (1:1)

Diváků: 17 360
Česko: Tomáš Vokoun – Jan Novák, Jaroslav Špaček (24. Martin Škoula), František Kaberle, Roman Hamrlík, Jiří Šlégr, Jan Hejda – Jaromír Jágr, Martin Straka, Martin Havlát – David Výborný, Václav Prospal, Martin Ručinský – Petr Průcha, Jiří Dopita, Jaroslav Hlinka – Radek Dvořák, Josef Beránek, Jan Hlaváč – Milan Kraft.
Kanada: Roberto Luongo – Steve Staios, Eric Brewer, Jay Bouwmeester, Scott Niedermayer, Derek Morris, Nick Schultz, Willie Mitchell – Ryan Smyth, Shawn Horcoff, Rob Niedermayer – Glen Murray, Brendan Morrison, Matt Cooke – Dany Heatley, Daniel Brière, Brenden Morrow – Justin Williams, Patrice Bergeron, Jeff Friesen – Jean-Pierre Dumont.
 Německo –  Švýcarsko 0:1 (0:0, 0:1, 0:0)
4. května 2004 (16:15) – Praha (Sazka Aréna)

Branky Německa: nikdo

Branky Švýcarska: 33:29 Wirz

Rozhodčí: Looker (USA) – Kautto (FIN), Takula (SWE)

Vyloučení: 5:7 (0:0)

Diváků: 8 556
Německo: Kölzig – Lüdemann, Molling, Benda, Leask, Kunce, Renz, Retzer – Hecht, Ustorf, Kathan – T. Martinec, M. Reichel, Greilinger – Morczinietz, Abstreiter, Kreutzer – Lewandowski, Boos, Blank – Ullmann.
Švýcarsko: Gerber – Hirschi, Steinegger, Seger, Vauclair, Streit, Forster, Bezina, Keller – Della Rossa, Plüss, Fischer – Paterlini, Jeannin, Wichser – Rüthemann, Ziegler, Wirz – Reichert, Jenni, Ambühl.

### Osmifinále B
|    |           | SVK  | SWE  | FIN  | USA  | RUS  | DEN  | V | R | P | Skóre | B |
| 1. | Slovensko | ***  | 0:0  | 5:2* | 3:3* | 2:0  | 8:0  | 3 | 2 | 0 | 18:5  | 8 |
| 2. | Švédsko   | 0:0  | ***  | 1:1  | 3:1  | 3:2* | 5:1* | 3 | 2 | 0 | 12:5  | 8 |
| 3. | Finsko    | 2:5* | 1:1  | ***  | 4:2* | 4:0  | 6:0  | 3 | 1 | 1 | 17:8  | 7 |
| 4. | USA       | 3:3* | 1:3  | 2:4* | ***  | 3:2  | 8:3  | 2 | 1 | 2 | 17:15 | 5 |
| 5. | Rusko     | 0:2  | 2:3* | 0:4  | 2:3  | ***  | 6:2* | 1 | 0 | 4 | 10:14 | 2 |
| 6. | Dánsko    | 0:8  | 1:5* | 0:6  | 3:8  | 2:6* | ***  | 0 | 0 | 5 | 6:33  | 0 |

- s hvězdičkou = zápasy ze základní skupiny.

 Švédsko –  Finsko 1:1 (0:0, 0:1, 1:0)
30. dubna 2004 (16:15) – Ostrava (ČEZ Aréna)

Branky Švédska: 59:05 Christian Bäckman

Branky Finska: 35:37 Petteri Nummelin

Rozhodčí: Šindler – Blümel (CZE), Laschowski (CAN)

Vyloučení: 2:5 (0:0)

Diváků: 7 097
Švédsko: Lundqvist – Hävelid, Dick Tärnström, Bäckman, Daniel Tjärnqvist, Hallberg, Ronnie Sundin – Hedström, Pahlsson, Salomonsson – Niklas Andersson , Jörgen Jönsson, Alfredsson – Höglund, Axelsson, Nylander – Davidsson, Sjöström, Mathias Tjärnqvist.
Finsko: Noronen – Nummelin, Niemi, Salo, Niinimaa, Karalahti, Mantyla, Söderholm – Kallio, Peltonen, Jokinen – Kapanen, Pärssinen, Hentunen – Hagman, Rintanen, Pirnes – Virta (35. – 36. Ruutu), Laaksonen, Pirjetä.
 Slovensko –  Rusko 2:0 (0:0, 2:0, 0:0)
30. dubna 2004 (20:15) – Ostrava (ČEZ Aréna)

Branky Slovenska: 25:22 Marián Hossa, 39:09 Ronald Petrovický

Branky Ruska: nikdo

Rozhodčí: Larking (SWE) – Folka (USA), Gemeinhardt (GER)

Vyloučení: 4:5 (0:0) + Maxim Sušinskij (RUS) 10 min.

Diváků: 7 568
Slovensko: Ján Lašák – Martin Štrbák, Ladislav Čierny, Richard Lintner, Zdeno Chára , Ivan Majeský , Dominik Graňák, Branislav Mezei, Andrej Meszároš – Miroslav Šatan, Jozef Stümpel, Marián Gáborík – Marián Hossa, Pavol Demitra, Ľuboš Bartečko – Vladimír Országh, Rastislav Pavlikovský, Ronald Petrovický – Richard Kapuš, Roman Kukumberg, Juraj Kolník.
Rusko: Sokolov – Skopincev, Kalinin, Bykov, Proškin, Juškevič, Tverdovskij, Guskov, Turkovskij – Pronin, Baškirov, Zelepukin – Afinogenov, Jašin, Kovalčuk – Sušinskij, Prokopjev, Ovečkin – Morozov, Skugarev, Antipov.
 Finsko –  Dánsko 6:0 (2:0, 2:0, 2:0)
1. května 2004 (16:15) – Ostrava (ČEZ Aréna)

Branky Finska: 4:45 Olli Jokinen, 13:41 Niko Kapanen, 32:42 Ville Peltonen, 38:31 Olli Jokinen, 44:22 Timo Parssinen, 52:59 Antti Laaksonen

Branky Dánska: nikdo

Rozhodčí: Hansen – Kronborg (NOR), Popovic (SUI)

Vyloučení: 3:5 (0:0)

Diváků: 5 492
Finsko: Noronen – Niemi, Nummelin, Niinimaa, Karalahti, Salo, Mäntylä, Söderholm – Kallio, Jokinen, Peltonen – Hentunen, Laaksonen, Kapanen – Ruutu, Rintanen, Pirnes – Pirjetä, Pärssinen, Virta – Hagman.
Dánsko: Hirsch – Damgaard, D. Nielsen, D. Jensen, Duus, Andreasen, Schioldan – Monberg, Staal, F. Nielsen – J. Nielsen, Green, Andersen – Smidt, Larsen, True – Grey, Christensen, Sundberg – Degn.
 Rusko –  USA 2:3 (0:1, 2:0, 0:2)
1. května 2004 (20:15) – Ostrava (ČEZ Aréna)

Branky Ruska: 28:01 Dmitrij Juškevič, 34:41 Andrej Baškirov

Branky USA: 8:54 Dustin Brown, 49:54 Ryan Malone, 55:25 Chris Drury

Rozhodčí: Šindler – Blümel (CZE), Laschowski (CAN)

Vyloučení: 6:6 (1:0, 0:1)

Diváků: 6 512
Rusko: Sokolov – Tverdovskij, Juškevič, Bykov, Proškin, Guskov, Kalinin – Sušinskij, Prokopjev, Ovečkin – Zelepukin, Jašin, Kovalčuk – Afinogenov, Baškirov, Pronin – Morozov, Skugarev, Antipov.
USA: Conklin – Gill, Hauer, Mara, Miller, Jillson, Roach, Ballard – Grier, Westrum, Battaglia – Hall, Halpern, Malone – Brown, Sloan, Cullen – Park, Drury, Hilbert.
 Slovensko –  Dánsko 8:0 (3:0, 4:0, 1:0)
2. května 2004 (16:15) – Ostrava (ČEZ Aréna)

Branky Slovenska: 4:33 Pavol Demitra, 14:07 Jozef Stümpel, 18:40 Pavol Demitra, 25:45 Miroslav Šatan, 27:46 Zdeno Chára, 31:15 Richard Lintner, 37:31 Marián Gáborík, 59:19 Rastislav Pavlikovský

Branky Dánska: nikdo

Rozhodčí: Kurmann (SUI) – Blümel (CZE), Laschowski (CAN)

Vyloučení: 4:5 (3:0) + Larsen (Dán.) na 5 min. a do konce utkání.

Diváků: 7 345
Slovensko: Ján Lašák (41. Karol Križan) – Martin Štrbák, Ladislav Čierny, Richard Lintner, Zdeno Chára , Ivan Majeský , Dominik Graňák, Branislav Mezei, Andrej Meszároš – Miroslav Šatan, Jozef Stümpel, Marián Gáborík – Marián Hossa, Pavol Demitra, Ľuboš Bartečko – Vladimír Országh, Rastislav Pavlikovský, Ronald Petrovický – Richard Kapuš, Roman Kukumberg, Juraj Štefanka.
Dánsko: J. Jensen (32. Madsen) – D. Nielsen, Damgaard, D. Jensen, Duus, Andreasen, Schioldan, (32. Johnsen) – J. Nielsen, F. Nielsen, Staal – Larsen (31. Smidt), Anderssen, Green – Christensen, Momberg, Grey – Sunberg, Dresler, True.
 Švédsko –  USA 3:1 (1:0, 0:1, 2:0)
2. května 2004 (20:15) – Ostrava (ČEZ Aréna)

Branky Švédska: 2:26 Jonas Höglund, 41:42 Jonas Höglund, 59:56 Michael Nylander

Branky USA: 26:10 Bates Battaglia

Rozhodčí: Dutil (CAN) – Popovic (SUI), Kronborg (NOR)

Vyloučení: 7:8 (1:0, 0:1)

Diváků: 6 025
Švédsko: H. Lundqvist – Hävelid, Dick Tärnström, Bäckman, Daniel Tjärnqvist, Hallberg, Ronnie Sundin – Hedström, Pahlsson, Salomonsson – Alfredsson, Jörgen Jönsson, Mathias Tjärnqvist – Nylander, Axelsson, Sjöström – Höglund, Davidsson, Niklas Andersson .
USA: Dunham – Jillson, Mara, Hauer, Roach, Ballard, Gill, Miller – Park, Drury, Hamilton – Hall, Halpern, Malone – Grier, Westrum, Battaglia – Brown, Sloan, Cullen.
 Finsko –  Rusko 4:0 (0:0, 1:0, 3:0)
3. května 2004 (16:15) – Ostrava (ČEZ Aréna)

Branky Finska: 34:20 Jukka Hentunen, 45:26 Niko Kapanen, 54:15 Tomi Kallio, 58:36 Petteri Nummelin

Branky Ruska: nikdo

Rozhodčí: Dutil (CAN) – Popovic (SUI), Kronberg (NOR)

Vyloučení: 7:7 (1:0) + Jarkko Ruutu na 10 minut.

Diváků: 6 944
Finsko: Noronen – Niemi, Nummelin, Salo, Niinimaa, Karalahti, Mäntylä, Söderholm – Kallio, Peltonen, Jokinen – Kapanen, Pärssinen, Hentunen – Ruutu, Pirnes, Rintanen – Virta, Laaksonen, Viuhkola.
Rusko: Podomackij – Tverdovskij, Juškevič, Bykov, Proškin, Guskov, Kalinin, Kondratěv – Sušinskij, Prokopjev, Ovečkin – Jašin, Kovalčuk, Zelepukin – Afinogenov, Pronin, Baškirov – Skugarev, Bucajev, Antipov – od 41. min. Morozov.
 Slovensko –  Švédsko 0:0
3. května 2004 (20:15) – Ostrava (ČEZ Aréna)

Rozhodčí: Looker (USA) – Blümel (CZE), Laschowski (CAN)

Vyloučení: 3:7 (0:0)

Diváků: 7 962
Slovensko: Ján Lašák – Ladislav Čierny, Martin Štrbák, Richard Lintner, Zdeno Chára , Ivan Majeský , Dominik Graňák, Andrej Meszároš, Branislav Mezei – Miroslav Šatan, Jozef Stümpel, Marián Gáborík – Marián Hossa, Pavol Demitra, Ľuboš Bartečko – Vladimír Országh, Rastislav Pavlikovský, Ronald Petrovický – Roman Kukumberg, Richard Kapuš, Juraj Štefanka.
Švédsko: H. Lundqvist – Hävelid, Dick Tärnström, Bäckman, Daniel Tjärnqvist, Hallberg, Ronnie Sundin – Hedström, Pahlsson, Salomonsson – Alfredsson, Axelsson, Nylander – Mathias Tjärnqvist, Sjöström, Jörgen Jönsson – Höglund, Davidsson, Niklas Andersson .
 USA –  Dánsko 8:3 (4:3, 4:0, 0:0)
4. května 2004 (20:15) – Ostrava (ČEZ Aréna)

Branky USA: 6:43 Bates Battaglia, 11:41 Erik Westrum, 15:06 Matt Cullen, 18:34 Chris Drury, 21:20 Matt Cullen, 30:35 Richard Park, 36:56 Jeff Hamilton, 39:50 Jeff Jillson

Branky Dánska: 0:28 Staal, 12:12 Degn, 12:35 Smidt

Rozhodčí: Šindler – Pouzar (CZE), Lesnjak (SLO)

Vyloučení: 5:5 (1:0)

Diváků: 8 612
USA: Conklin (21. Westlund) – Roach, Weinrich, Gill, Miller, Hauer, Mara, Ballard, Jillson – Drury, Halpern, Malone – Grier, Battaglia, Westrum – Cullen, Park, Hall – Hamilton, Sloan, Brown.
Dánsko: Hirsch (22. Madsen) – D. Nielsen, Damgaard, Duus, D. Jensen, Schioldan, A. Andreasen, Johnsen – J. Nielsen, F. Nielsen, Staal – Green, Bo Andersen, Degn – Monberg, Smidt, Grey – Sundberg, Dresler, True.

### Play off
|  | Čtvrtfinále | Čtvrtfinále |         |           | Semifinále  | Semifinále  |  |  | Finále | Finále |
|  |             |             |         |           |             |             |  |  |        |        |
|  |             |             |         |           |             |             |  |  |        |        |
|  |             |             |         |           |             |             |  |  |        |        |
|  | Kanada      | 5           |         |           |             |             |  |  |        |        |
|  | Kanada      | 5           |         |           |             |             |  |  |        |        |
|  | Finsko      | 4           |         |           |             |             |  |  |        |        |
|  | Finsko      | 4           | Kanada  | 2         |             |             |  |  |        |        |
|  |             |             | Kanada  | 2         |             |             |  |  |        |        |
|  |             | Slovensko   | 1       |           |             |             |  |  |        |        |
|  | Slovensko   | Slovensko   | 1       | 3         |             |             |  |  |        |        |
|  | Slovensko   |             |         | 3         |             |             |  |  |        |        |
|  | Švýcarsko   | 1           |         |           |             |             |  |  |        |        |
|  | Švýcarsko   | 1           | Kanada  | 5         |             |             |  |  |        |        |
|  |             |             | Kanada  | 5         |             |             |  |  |        |        |
|  |             | Švédsko     | 3       |           |             |             |  |  |        |        |
|  | Švédsko     | Švédsko     | 3       | 4         |             |             |  |  |        |        |
|  | Švédsko     |             |         | 4         |             |             |  |  |        |        |
|  | Lotyšsko    | 1           |         |           |             |             |  |  |        |        |
|  | Lotyšsko    | 1           | Švédsko | 3         | Třetí místo | Třetí místo |  |  |        |        |
|  |             |             | Švédsko | 3         | Třetí místo | Třetí místo |  |  |        |        |
|  |             | USA         | 2       |           |             |             |  |  |        |        |
|  | USA         | USA         | 2       | 3         | USA         | 1           |  |  |        |        |
|  | USA         |             |         | 3         | USA         | 1           |  |  |        |        |
|  | Česko       | 2           |         | Slovensko | 0           |             |  |  |        |        |
|  | Česko       | 2           |         |           | 0           |             |  |  |        |        |
|  |             |             |         |           |             |             |  |  |        |        |
|  |             |             |         |           |             |             |  |  |        |        |

### Čtvrtfinále
Švédsko –  Lotyšsko 4:1 (3:0, 0:0, 1:1)
5. května 2004 (16:15) – Praha (Sazka Aréna)

Branky Švédska: 2:38 Jonas Höglund, 15:42 Daniel Alfredsson, 19:57 Dick Tärnström, 49:19 Per-Johan Axelsson

Branky Lotyšska: 41:11 Ignatěvs

Rozhodčí: Dutil (CAN) – Kronborg (NOR), Mášik (SVK)

Vyloučení: 11:9 (2:1, 2:0)

Diváků: 15 920
Švédsko: H. Lundqvist – Hävelid, Dick Tärnström, Bäckman, Daniel Tjärnqvist, Hallberg, Ronnie Sundin – Mathias Tjärnqvist, Pahlsson, Salomonsson – Andreas Johansson, Alfredsson, Jörgen Jönsson – Axelsson, Nylander, Höglund – Davidsson, Sjöström, Niklas Andersson – Kahnberg.
Lotyšsko: Irbe – Ignatěvs, Rekis, Tribuncovs, Redlihs, Sejejs, Sorokins, Saviels – Cipruss, Macijevskis, Žoltoks – Niživijs, Panteljejevs, Vasiljevs – Romanovskis, Ozols, Fanduls – Semjonovs, Tambijevs, Kerčs.
 Česko –  USA 2:3sn (0:0, 2:1, 0:1 – 0:0)
5. května 2004 (20:15) – Praha (Sazka Aréna)

Branky Česka: 23:15 Martin Škoula, 26:04 Jaromír Jágr

Branky USA: 30:19 Richard Park, 51:07 Erik Westrum, rsn. Andy Roach.

Samostatné nájezdy:

0:0 Matt Cullen dlouho čekal se střelou, pak trefil tyčku

0:0 David Výborný najel zprava, trefil rovněž tyčku

0:0 Richard Park najel si zleva, forhendový blafák ale vystihl Tomáš Vokoun betonem

0:0 Martin Havlát bekhendovou střelu chytil Ty Conklin do lapačky

0:0 Ryan Malone zamíchal pukem a trefil pravou tyčku

0:0 Jaromír Jágr za ohlušujícího jásotu trefil pravou tyč!

0:0 Chris Drury stáhl si puk na forhend ale vyjel moc z úhlu

0:0 Petr Průcha bekhendový blafák vystihl Ty Conklin betonem

0:1 Andy Roach obránce vysekl parádní forhendovou kličku, gól

0:1 Jiří Dopita přestřelil, USA vítězí na nájezdy 0:1.

Rozhodčí: Henriksson (FIN) – Kautto (FIN), Laschowski (CAN)

Vyloučení: 5:5 (1:0)

Diváků: 17 360
Česko: Tomáš Vokoun – Jan Novák, Roman Hamrlík, Jiří Šlégr, Jan Hejda, Martin Škoula, František Kaberle – Jaromír Jágr, Martin Straka, Martin Havlát – Radek Dvořák, Václav Prospal, Martin Ručinský – Petr Průcha, Jiří Dopita, Jaroslav Hlinka – David Výborný, Josef Beránek, Jan Hlaváč.
USA: Ty Conklin – Aaron Miller, Paul Mara, Brett Hauer, Hal Gill, Eric Weinrich, Andy Roach, Jeff Jillson, Keith Ballard – Chris Drury, Jeff Halpern, Ryan Malone – Mike Grier, Erik Westrum, Bates Battaglia – Adam Hall, Matt Cullen, Richard Park – Jeff Hamilton, Dustin Brown, Blake Sloan.
 Kanada –  Finsko 5:4pp (0:2, 3:1, 1:1 – 1:0)
6. května 2004 (16:15) – Praha (Sazka Aréna)

Branky Kanady: 24:27 Dany Heatley, 28:25 Jay Bouwmeester, 39:15 Eric Brewer, 46:02 Steve Staios, 65:33 Dany Heatley

Branky Finska: 6:09 Ville Peltonen, 7:48 Tomi Kallio, 37:12 Antti - Jussi Niemi, 41:55 Kimmo Rintanen

Rozhodčí: Schütz (GER) – Blümel (CZE), Takula (FIN)

Vyloučení: 6:5 (2:1)

Diváků: 15 615
Kanada: Luongo – Staios, Brewer, Scott Niedermayer, Bouwmeester, Morris, Schultz, Mitchell – Heatley, Briere, Morrow – Williams, Bergeron, Friesen – Murray, Morrison, Cooke – Smyth, Horcoff, Rob Niedermayer – Dumont.
Finsko: Noronen – Niemi, Nummelin, Niinimaa, Söderholm, S. Salo, Mäntylä, Karalahti – Kallio, Peltonen, Jokinen – Kapanen, Pärssinen, Hentunen – Ruutu, Pirnes, Viuhkola – Virta, Laaksonen, Rintanen.
 Slovensko –  Švýcarsko 3:1 (0:1, 2:0, 1:0)
6. května 2004 (20:15) – Praha (Sazka Aréna)

Branky Slovenska: 31:15 Martin Štrbák, 37:44 Zdeno Chára, 49:05 Pavol Demitra

Branky Švýcarska: 9:34 Wischer

Rozhodčí: Poljakov (RUS) – Feola (USA), Pouzar (CZE)

Vyloučení 5:4 (2:0) + Jeannin (SUI) 10 minut.

Diváků: 16 905
Slovensko: Ján Lašák – Martin Štrbák, Ladislav Čierny, Richard Lintner, Zdeno Chára , Ivan Majeský , Dominik Graňák, Branislav Mezei, Andrej Meszároš – Miroslav Šatan, Jozef Stümpel, Marián Gáborík – Marián Hossa, Pavol Demitra, Ľuboš Bartečko – Vladimír Országh, Rastislav Pavlikovský, Ronald Petrovický – Richard Kapuš, Roman Kukumberg, Juraj Kolník.
Švýcarsko: Gerber – Seger, Forster, Streit, Keller, Hirschi, Steinegger, Vauclair, Bezina – Paterlini, Ziegler, Rüthemann – Della Rossa, Plüss, Fischer – Reichert, Jenni, Ambühl – Jeannin, Wichser, Wirz.

### Semifinále
Slovensko –  Kanada 1:2 (0:0, 1:1, 0:1)
8. května 2004 (16:15) – Praha (Sazka Aréna)

Branky Slovenska: 20:10 Miroslav Šatan

Branky Kanady: 32:18 Daniel Brière, 46:10 Shawn Horcoff

Rozhodčí: Looker – Feola (USA), Kronborg (NOR)

Vyloučení: 3:6 (0:1)

Diváků: 17 204
Slovensko: Ján Lašák – Martin Štrbák, Ladislav Čierny, Richard Lintner, Zdeno Chára , Ivan Majeský , Dominik Graňák, Branislav Mezei, Andrej Meszároš – Miroslav Šatan, Jozef Stümpel, Marián Gáborík – Marián Hossa, Pavol Demitra, Ľuboš Bartečko – Vladimír Országh, Rastislav Pavlikovský, Ronald Petrovický – Richard Kapuš, Roman Kukumberg, Juraj Kolník.
Kanada: Luongo – Scott Niedermayer, Bouwmeester, Staios, Brewer, Morris, Schultz, Mitchell – Murray, Morrison, Smyth – Heatley, Briere, Morrow – Rob Niedermayer, Horcoff, Cooke -
Williams, Bergeron, Friesen – Dumont.
 USA –  Švédsko 2:3 (0:2, 1:1, 1:0)
8. května 2004 (20:15) – Praha (Sazka Aréna)

Branky USA: 31:06 Richard Park, 59:24 Jeff Halpern

Branky Švédska: 0:18 Dick Tärnström, 18:58 Jonas Höglund, 39:44 Per-Johan Axelsson

Rozhodčí: Dutil (CAN) – Blümel (CZE), Kautto (FIN)

Vyloučení: 6:4 (0:2)

Diváků: 17 215
USA: Dunham – Weinrich, Roach, Hauer, Gill, Miller, Mara, Jillson, Ballard – Hall, Cullen, Park – Grier, Westrum, Battaglia – Malone, Halpern, Drury – Brown, Sloan, Hamilton.
Švédsko: Lundqvist – Hävelid, Dick Tärnström, Daniel Tjärnqvist, Bäckman, Hallberg, Lidström – Hedström, Pahlsson, Salomonsson – Alfredsson, Jörgen Jönsson, Forsberg – Höglund, Nylander, Axelsson – Niklas Andersson , Andreas Johansson, Mathias Tjärnqvist

### Finále
Švédsko –  Kanada 3:5 (2:1, 1:2, 0:2)
9. května 2004 (20:30) – Praha (Sazka Aréna)

Branky Švédska: 2:13 Jonas Höglund, 7:34 Daniel Alfredsson, 24:57 Andreas Salomonsson

Branky Kanady: 13:58 Ryan Smyth, 34:44 Dany Heatley, 35:36 Rob Niedermayer, 40:20 Jay Bouwmeester, 50:12 Matt Cooke

Rozhodčí: Henriksson – Kautto (FIN), Blümel (CZE)

Vyloučení: 3:5 (1:0)

Diváků: 17 360
Švédsko: Lundqvist – Hävelid, Dick Tärnström, Daniel Tjärnqvist, Bäckman, Hallberg, Lidström – Hedström, Pahlsson, Salomonsson – Alfredsson, Jörgen Jönsson, Forsberg – Höglund, Nylander, Axelsson – Niklas Andersson , Andreas Johansson, Mathias Tjärnqvist.
Kanada: Luongo – Scott Niedermayer, Bouwmeester, Staios, Brewer, Morris, Schultz, Mitchell – Smyth, Horcoff, Rob Niedermayer – G. Murray, Morrison, Cooke – Dumont, Bergeron, Friesen – Heatley, Briere, Morrow – J. Williams.

### O 3. místo
Slovensko –  USA 0:1sn (0:0, 0:0, 0:0 – 0:0)
9. května 2004 (16:15) – Praha (Sazka Aréna)

Branky Slovenska: nikdo

Branky USA: rozhodující samostatný nájezd Andy Roach

Rozhodčí: Larking – Takula (SWE), Laschowski (CAN)

Vyloučení: 7:8 (0:0)

Diváků: 16 152
Slovensko: Ján Lašák – Martin Štrbák, Ladislav Čierny, Branislav Mezei, Zdeno Chára , Ivan Majeský , Dominik Graňák – Miroslav Šatan, Jozef Stümpel, Marián Gáborík – Marián Hossa, Pavol Demitra, Ľuboš Bartečko – Vladimír Országh, Rastislav Pavlikovský, Ronald Petrovický – Richard Kapuš, Roman Kukumberg, Juraj Štefanka.
USA: Conklin – Mara, Miller, Gill, Hauer, Weinrich, Roach, Jillson – Grier, Westrum, Battaglia – Brown, Drury, Malone – Hall, Cullen, Park – Hamilton, Halpern, Sloan.

### O udržení
|     |            | KAZ | UKR | JPN | FRA | V | R | P | Skóre | B |
| 13. | Kazachstán | *** | 2:2 | 5:3 | 5:0 | 2 | 1 | 0 | 12:5  | 5 |
| 14. | Ukrajina   | 2:2 | *** | 2:2 | 6:2 | 1 | 2 | 0 | 10:6  | 4 |
| 15. | Japonsko   | 3:5 | 2:2 | *** | 2:2 | 0 | 2 | 1 | 7:9   | 2 |
| 16. | Francie    | 0:5 | 2:6 | 2:2 | *** | 0 | 1 | 2 | 4:13  | 1 |

 Kazachstán –  Francie 5:0 (2:0, 3:0, 0:0)
30. dubna 2004 (12:15) – Praha (Sazka Aréna)

Branky Kazachstánu: 7:58 Kozlov, 11:42 Upper, 29:12 Filatov, 31:26 J. Koreškov, 35:52 Alexandrov

Branky Francie: nikdo

Rozhodčí: Hanson (GBR) – Coenen (NED), Semjonov (EST)

Vyloučení: 6:5

Diváků: 2 663
Kazachstán: Jeremejev (34. Kolesnik) – Antipin, Kovalenko, Nevstrujev, Alexej Troščinskij, Argokov, Kuzmin, Savenkov, Mazunin – Dudarev, Upper, Filatov – A. Koreškov, J. Koreškov, Samochvalov – Poliščuk, Alexandrov, Rifel – Kozlov, Komisarov, Jesirkenov.
Francie: Huet (31. Lhenry) – Pouget, Bachet, DeWolf, Prunet, Carriou, Pousset, Favarin, Amar – F. Rozenthal, Bordeleau, M. Rozenthal – B. Bachelet, Dostal, Briand – Zwikel, Bellemare, Mortas – Coqueux, Gras, Daramy.
 Ukrajina –  Japonsko 2:2 (0:0, 1:0, 1:2)
30. dubna 2004 (12:15) – Ostrava (ČEZ Aréna)

Branky Ukrajiny: 22:01 Matvičuk, 56:04 Karčenko

Branky Japonska: 55:24 Oshiro, 59:34 Bright

Rozhodčí: Hansen – Kronborg (NOR), Popovic (SUI)

Vyloučení: 5:6 (0:0) + Savickij (UKR) 10 min.

Diváků: 681
Ukrajina: Simčuk – Širjajev, Savickij, Gunko, Zavalnjuk, Tolkunov, Srjubko, Ostruško – Šachrajčuk, Litviněnko, Salnikov – Varlamov, Cyrul, Semenčenko – Karčenko, Matvičuk, Bobrovnikov – Sierov, Gniděnko, Timčenko.
Japonsko: Fukufuji – Oshiro, Takahashi, K. Ito, Mijauchi, Mjura, Kobori, Kawashima, Suguwara – Yule, Bright, Kon – M. Ito, Suzuki, Fujita – Kobajashi, Iwata, Sakurai – Miwa, Obara, Saito.
 Japonsko –  Kazachstán 3:5 (2:1, 0:3, 1:1)
1. května 2004 (12:15) – Praha (Sazka Aréna)

Branky Japonska: 9:33 Kobajashi, 13:49 Bright, 53:49 K. Ito

Branky Kazachstánu: 3:22 Samochvalov, 22:34 Alexandrov, 25:45 Argokov, 31:10 Samochvalov, 51:59 Upper

Rozhodčí: Looker (USA) – Meszynski (POL), Pouzar (CZE)

Vyloučení: 8:6 (2:2, 0:1)

Diváků: 3 620
Japonsko: Fukufuji – K. Ito, Mijauchi, Oshiro, Takahashi, Miura, Kobori, Kawashima, Sugawara – Yule, Fujita, Suzuki – Bright, Takeshi Saito, Kon – Sakurai, Iwata, Kobajashi – Miwa, Obara, M. Ito. Tr: Mark Mahon.
Kazachstán: Kolesnik – Antipin, Kovalenko, Nevstrujev, Alexej Troščinskij, Argokov, Kuzmin, Savenkov, Mazunin – Dudarev, Upper, Filatov – A. Koreškov, J. Koreškov, Samochvalov – Poliščuk, Alexandrov, Rifel – Kozlov, Komisarov, Jesirkenov.
 Ukrajina –  Francie 6:2 (2:1, 0:0, 4:1)
2. května 2004 (12:15) – Praha (Sazka Aréna)

Branky Ukrajiny: 6:50 Matvičuk, 19:58 Tolkunov, 45:30 Šachrajčuk, 52:24 Tolkunov, 55:35 Cyrul, 59:07 Šachrajčuk

Branky Francie: 17:01 B. Bachelet, 41:18 Gras

Rozhodčí: Schütz (GER) – Kautto (FIN), Takula (SWE)

Vyloučení: 7:4 (1:0, 1:0)

Diváků: 4 203
Ukrajina: Simčuk – Širjajev, Savickij, Zavalňuk, Isajenko, Tolkunov, Gunko, Srjubko,
Ostrouško – Litviněnko, Šachrajčuk, Salnikov – Kasjančuk, Cyrul, Semenčenko – Matvičuk, Bobrovnikov, Karčenko – Timčenko, Varlamov, Hniděnko.
Francie: Lhenry – Pouget, Bachet, Favarin, Amar, DeWolf, Carriou, Pousset, Prunet – F. Rozenthal, Zwikel, M. Rozenthal – Coqueux, Bordeleau, Dostál – Briand, Mortas, B. Bachelet – Daramy, Bellemare, Gras.
 Kazachstán –  Ukrajina 2:2 (1:1, 0:0, 1:1)
3. května 2004 (12:15) – Praha (Sazka Aréna)

Branky Kazachstánu: 12:55 J. Koreškov, 56:21 Upper

Branky Ukrajiny: 13:39 Bobrovnikov, 47:15 Širjajev

Rozhodčí: Henriksson (FIN) – Makarov (RUS), Meszynski (POL)

Vyloučení: 3:2 (1:1)

Diváků: 3 110
Kazachstán: Jeremejev – Antipin, Kovalenko, Nevstrujev, Alexej Troščinskij, Argokov, Kuzmin, Savenkov, Mazunin – Dudarev, Upper, Filatov – A. Koreškov, J. Koreškov, Rifel – Kozlov, Komisarov, Jesirkenov – Poliščuk, Alexandrov.
Ukrajina: Simčuk – Širjajev, Savickij, Isajenko, Tolkunov, Gunko, Ostrouško, Srjubko – Litviněnko, Šachrajčuk, Salnikov – Varlamov, Cyrul, Semenčenko – Matvičuk, Bobrovnikov, Karčenko – Timčenko, Serov, Hniděnko.
 Francie –  Japonsko 2:2 (0:2, 2:0, 0:0)
4. května 2004 (12:15) – Praha (Sazka Aréna)

Branky Francie: 31:32 Mortas, 31:46 M. Rozenthal

Branky Japonska: 9:41 K. Ito, 10:09 Mijauchi

Rozhodčí: Hanson (GBR) – Meszynski (POL), Semjonov (EST)

Vyloučení: 6:3 (0:1)

Diváků: 3 050
Francie: Huet – Pousset, Bachet, Favarin, Amar, Carriou, Prunet – M. Rozenthal, Zwikel, F. Rozenthal – Coqueux, Dostál, Mortas – Briand, Gras, B. Bachelet – DeWolf, Daramy, Bellemare.
Japonsko: Fukufuji – K. Ito, Oshiro, Kawashima, Kobori, Miura, Mijauchi, Sugawara, Takahashi – Suzuki, Fujita, Yule – Kon, Saito, Bright – Kobajashi, Iwata, Sakurai – Miwa, Obara, M. Ito.

## Statistiky

### Nejlepší hráči podle direktoriátu IIHF
| Brankář              | Ty Conklin     |
| Obránce              | Dick Tärnström |
| Útočník              | Dany Heatley   |
| Nejužitečnější hráč: | Dany Heatley   |

### All Stars
| Brankář         | Henrik Lundqvist |
| Levý obránce    | Zdeno Chára      |
| Pravý obránce   | Dick Tärnström   |
| Levé křídlo     | Ville Peltonen   |
| Střední útočník | Dany Heatley     |
| Pravé křídlo    | Jaromír Jágr     |

### Kanadské bodování
| Poř. | Kanadské bodování | Branky | Přihrávky | Body |
| ---- | ----------------- | ------ | --------- | ---- |
| 1.   | Dany Heatley      | 8      | 3         | 11   |
| 2.   | Ville Peltonen    | 4      | 6         | 10   |
| 3.   | Jaromír Jágr      | 5      | 4         | 9    |
| 3.   | Martin Ručinský   | 5      | 4         | 9    |
| 5.   | Olli Jokinen      | 5      | 3         | 8    |
| 5.   | Richard Park      | 5      | 3         | 8    |
| 7.   | Pavol Demitra     | 4      | 4         | 8    |
| 7.   | Miroslav Šatan    | 4      | 4         | 8    |
| 9.   | Daniel Brière     | 2      | 6         | 8    |
| 10.  | Václav Prospal    | 3      | 4         | 7    |

### Konečné pořadí
| 68. | Mistrovství světa | Z | V | R | P | Skóre | B  |
| --- | ----------------- | - | - | - | - | ----- | -- |
| 1.  | Kanada            | 9 | 7 | 1 | 1 | 30:18 | 15 |
| 2.  | Švédsko           | 9 | 6 | 2 | 1 | 27:14 | 14 |
| 3.  | USA               | 9 | 5 | 1 | 3 | 30:21 | 11 |
| 4.  | Slovensko         | 9 | 5 | 2 | 2 | 24:9  | 12 |
| 5.  | Česko             | 7 | 6 | 0 | 1 | 28:8  | 12 |
| 6.  | Finsko            | 7 | 4 | 1 | 2 | 26:14 | 9  |
| 7.  | Lotyšsko          | 7 | 2 | 2 | 3 | 12:14 | 6  |
| 8.  | Švýcarsko         | 7 | 2 | 2 | 3 | 15:14 | 6  |
| 9.  | Německo           | 6 | 2 | 1 | 3 | 10:16 | 5  |
| 10. | Rusko             | 6 | 2 | 0 | 4 | 16:15 | 4  |
| 11. | Rakousko          | 6 | 1 | 2 | 3 | 15:16 | 4  |
| 12. | Dánsko            | 6 | 1 | 0 | 5 | 10:36 | 2  |
| 13. | Kazachstán        | 6 | 2 | 1 | 3 | 15:19 | 5  |
| 14. | Ukrajina          | 6 | 1 | 2 | 3 | 12:20 | 4  |
| 15. | Japonsko          | 6 | 0 | 2 | 4 | 12:24 | 2  |
| 16. | Francie           | 6 | 0 | 1 | 5 | 4:28  | 1  |